# Ephies hefferni
Ephies hefferni är en skalbaggsart som beskrevs av Hayashi och Nara 1996. Ephies hefferni ingår i släktet Ephies och familjen långhorningar.
Artens utbredningsområde är Filippinerna. Inga underarter finns listade i Catalogue of Life.